# Biomaris
Die Biomaris GmbH & Co. Kommanditgesellschaft ist ein 1934 gegründetes deutsches Unternehmen der Heilmittel- und Kosmetikindustrie mit Sitz in Bremen. Das Familienunternehmen ist auf Thalasso spezialisiert und vertreibt seine Produkte unter dem Markenzeichen BIOMARIS weltweit. Hauptbestandteil der selbst hergestellten Produkte ist Meerwasser, das von 1952 bis 1982 mit einem eigenen Schiff vor Helgoland gewonnen wurde und heute aus der Grönlandsee bezogen wird.

## Geschichte

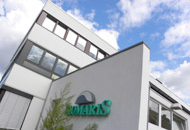
Biomaris-Zentrale in Bremen

Am 25. Juli 1934 gründete der Bremer Kaufmann Walter Brachmann die Biolabor Walter Brachmann GmbH & Co. KG. 1937 stellte er auf der Leipziger Messe zum ersten Mal sein auf Thalasso basierendes Helgoländer Meerwasser-Kurgetränk vor und meldete die Marke Biomaris am 1. September 1938 beim Deutschen Patent- und Markenamt an. Zwei Jahre später wurden erste deutsche Mineralwasser-Fabriken mit Meerwasser beliefert.
1946 wurde auf der ostfriesischen Nordsee-Insel Borkum die  Biomaris GmbH Zweigniederlassung Borkum gegründet und in der 1912 erbauten Wandelhalle der erste Biomaris-Ausschank eröffnet, um dort eine Trinkkur mit Meerwasser anzubieten. Über eine etwa 400 Meter lange Leitung wurde das Meerwasser zur Aufbereitungsanlage geführt. Die Wandelhalle nannte sich fortan Trinkkurhalle und war die erste in einem Nordseebad. In den folgenden Jahren wurden weitere Trinkkurhallen und Verkaufsstände in Heilbädern an der Nord- und Ostsee eingerichtet und in Kuranzeigern wie beispielsweise dem Norderneyer Badekurier beworben. Das Unternehmen war überdies federführend bei der Einführung der Meerwasser-Trinkkur auf dem europäischen Kontinent.
Nachdem Walter Brachmann Anfang der 1950er Jahre die Wirksamkeit seines Produktes in einem Prozess vor Gericht bewiesen hatte, konnte er mit Biomaris vital ein erstes isotonisches Getränk in Flaschen auf den Markt bringen. Etwa zeitgleich wurde die Marke Biolabor angemeldet. Als Alleinanbieter und Teil der Bäderkultur erreichte Biomaris in den folgenden Jahren einen hohen Bekanntheitsgrad und der Vertrieb der Meerwasser-Trinkkuren wurde auf das gesamte Bundesgebiet ausgedehnt.
1952 zog Biomaris in den heutigen Hauptsitz des Unternehmens in Bremen-Walle am Parallelweg im Ortsteil Osterfeuerberg. Das neu errichtete Werk verfügte über einen unterirdischen Lagertank und eine große Berkefeld-Filteranlage für Meerwasser. Im selben Jahr erwarb man das 1871 gebaute Bereisungsschiff Atlantic und baute es zu einem Seewassertanker um. Ab 1955 holte die MS Biomaris Atlantic sogenanntes Meerestiefwasser aus der Nordsee vor Helgoland. Im selben Jahr wurde die Biomaris Trinkkurhalle in Grömitz errichtet.
Das Sortiment wurde in der Folgezeit um Limonaden wie Biomaris Kola und das Orangentiefseegetränk erweitert und auch Meersalz an Fabriken bis in die Schweiz, Benelux sowie Nord- und Südamerika verkauft, die es zur Herstellung von Salzgebäck oder Milchprodukten verwendeten. Ab 1960 entwickelte und vertrieb Biomaris auch Hautcreme mit Inhaltsstoffen aus Meerwasser und belieferte die Pharmaindustrie mit aufbereitetem Meerwasser für Nasensprays.
Anfang der 1970er Jahre wurde der Geschäftsbereich um Nahrungsergänzungsmittel wie Vitamin-, Mineralstoff- und Bierhefe-Tabletten erweitert. Das Unternehmen wurde zu diesem Zweck umstrukturiert und der Bereich Biomaris in die am 2. März 1971 gegründete Tochtergesellschaft Biomaris GmbH & Co. Kommanditgesellschaft ausgegliedert. In den Folgejahren baute Biomaris sein Sortiment an Pflegeprodukten weiter aus und führte einen markanten dreieckigen Cremetiegel zur Markenprägung ein.
1982 musterte Biomaris sein Tankschiff aus. Seitdem wurde das Meerestiefwasser in Spezialcontainern nach Bremen geliefert und stammte aus einer Nordmeerströmung bei Grönland. 1985 erweiterte das Unternehmen den Bereich Forschung und entwickelt in den folgenden Jahren zahlreiche neue Produkte und Produktlinien für Kosmetik und Wellness. Als Handelspartner wurden verstärkt Kosmetikstudios akquiriert.
1993 ersetzte das Unternehmen sein bisheriges Logo, den Neptun mit dem Trinkbecher, durch das aktuelle Wellendesign. 1997 wurde der Geschäftsbereich Nahrungsergänzungsmittel in die neu gegründete Biolabor zur Herstellung pharmazeutischer Erzeugnisse GmbH & Co. Kommanditgesellschaft ausgelagert. Die Biolabor Walter Brachmann GmbH & Co firmierte um in Walter Brachmann GmbH & Co. KG als Holding. Anlass war der Verkauf der Brachmann Verwaltungsgesellschaft mbH mit der ausgelagerten Biolabor an den ehemaligen Eduscho-Chef Holger U. Birkigt durch die Eigentümerfamilie Winter, bei der Marke und Unternehmen Biomaris verblieben.
Im Nordseebad St. Peter-Ording eröffnete Biomaris 1999 neben der bestehenden Trinkkurhalle das erste eigene Beauty- und Wellnesscenter. Kurze Zeit später folgten in Thailand und Südkorea die ersten eigenen Vertretungen in Übersee. Bis 2000 war Biomaris der einzige Anbieter von Meerwasser-Trinkkuren. Den Großteil des Umsatzes machten aber inzwischen Pflegeprodukte und Make-up aus. Zu dieser Zeit umfasste das Sortiment über 300 Produkte.
Im Dezember 2009 kritisierte die Hamburger Verbraucherzentrale unter anderen auch die Biomaris-Hautcreme, die nicht biologische Inhaltsstoffe enthielt, obwohl der Name Biomaris Gegenteiliges suggerieren würde. Darüber berichteten nach einer dpa-Meldung auch einige Medien. Das Unternehmen nahm das zum Anlass, Rezepturen zu ändern, und sich verstärkt auf Naturkosmetik zu fokussieren.
Nach einer im Jahr 2012 durchgeführten Unternehmensanalyse investierte das Unternehmen in den Folgejahren verstärkt in die Marke und bereinigte das Sortiment mit Fokus auf die Gesichts- und Körperpflege. Im Dezember 2013 verlieh das Magazin Öko-Test der Biomaris protecting cream med die Bestnote.

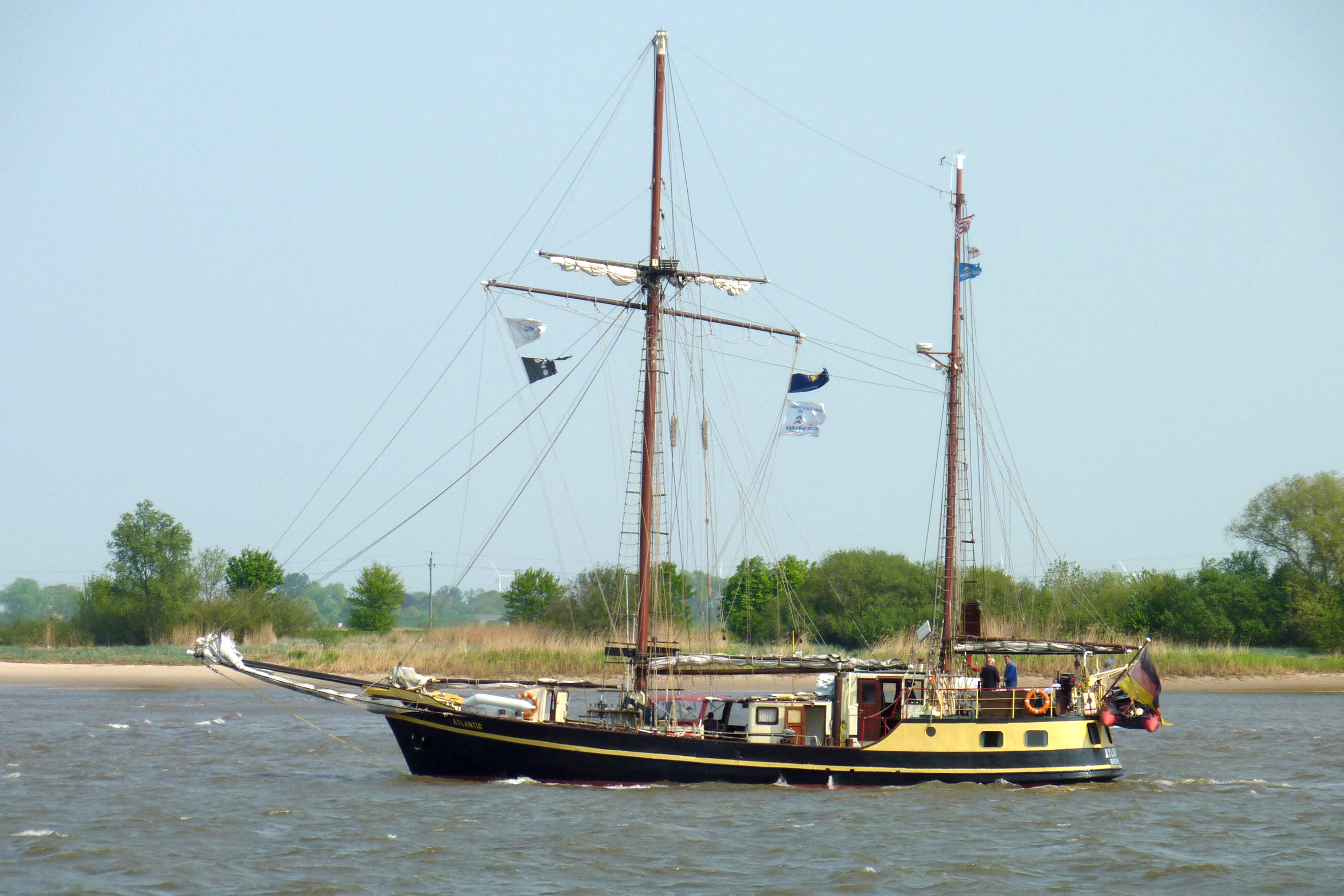
TS Atlantic
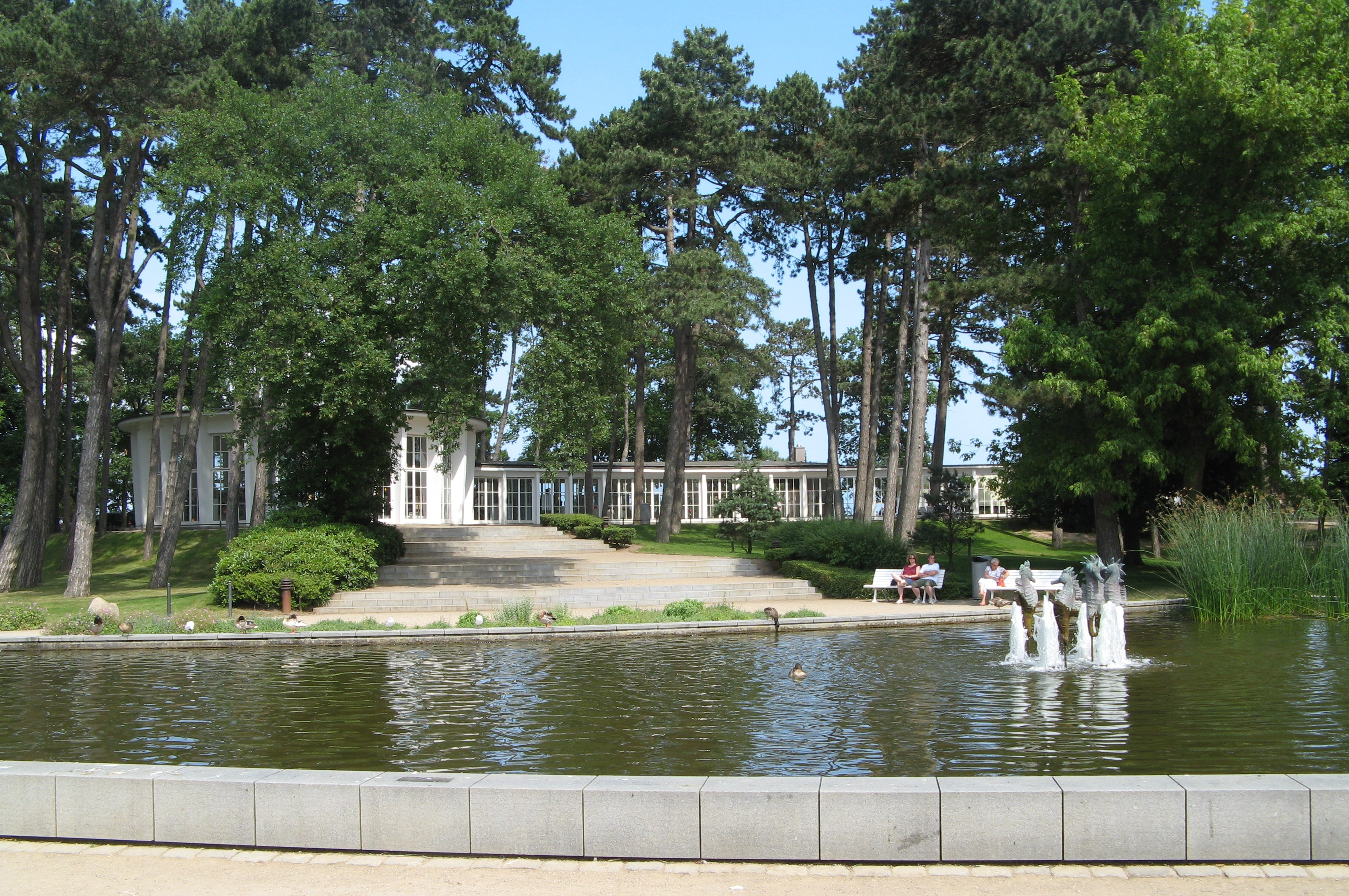
Biomaris Trinkkurhalle Timmendorfer Strand
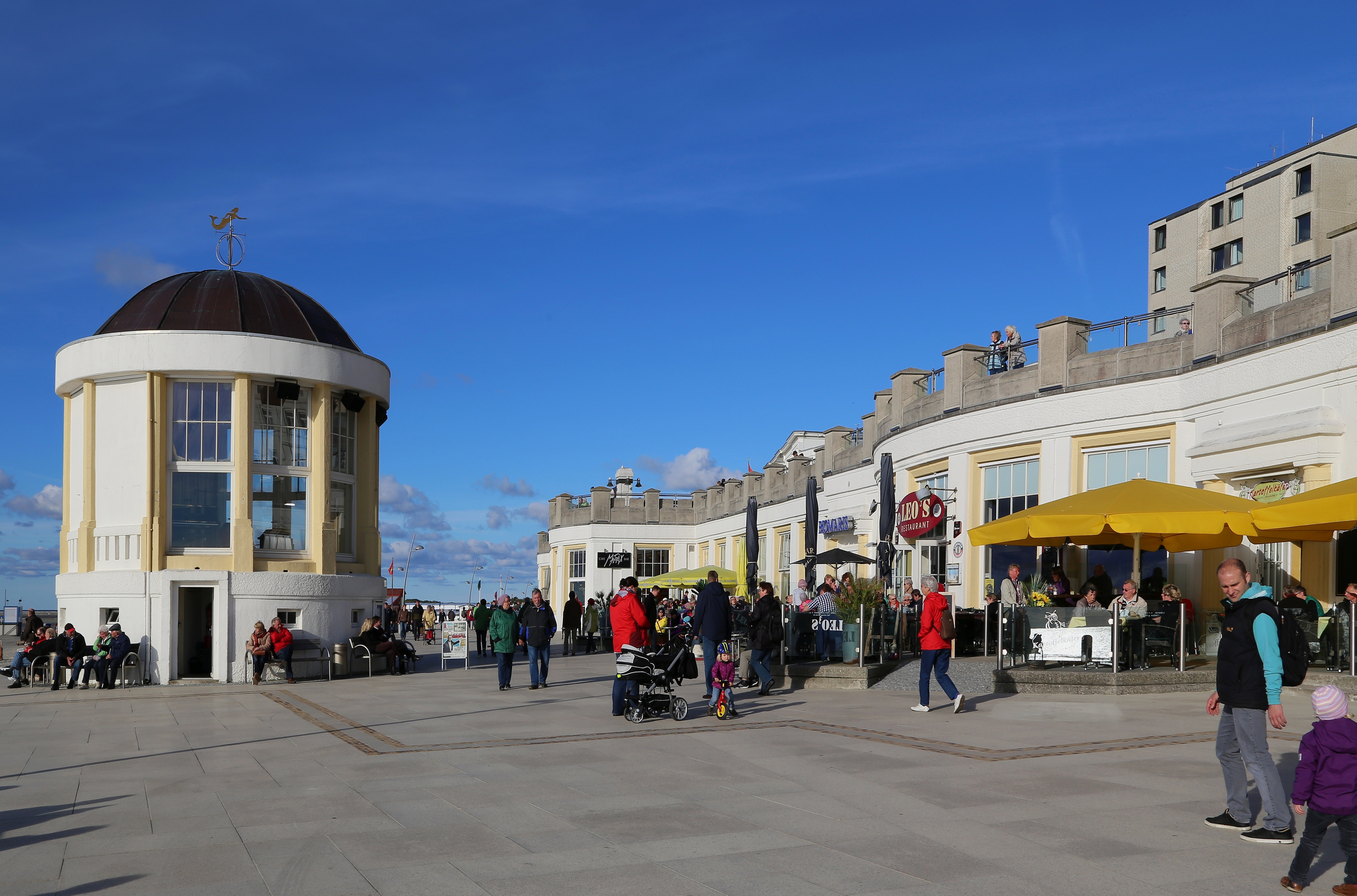
Biomaris Trinkkurhalle Borkum
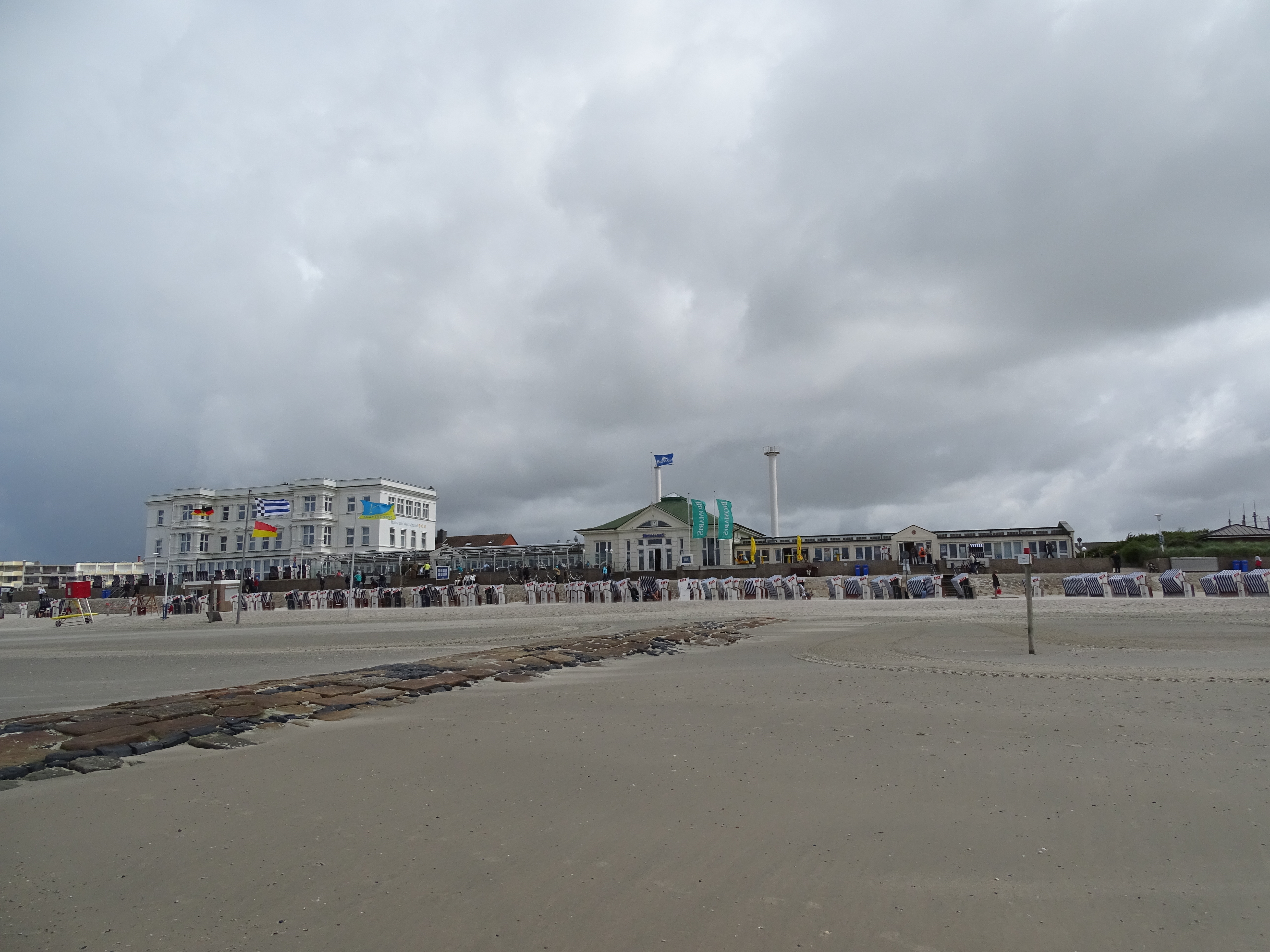
Biomaris Trinkkurhalle Norderney

## Unternehmen
Die Biomaris GmbH & Co. Kommanditgesellschaft ist ein Familienunternehmen in dritter Generation. Sie entwickelt, produziert und vertreibt Pflegeprodukte, Kosmetik und Trinkkuren speziell für Thalasso- und Balneotherapie. Das für die Produktion benötigte Meerwasser wird vor der Küste Grönlands gewonnen und mit Spezialcontainern nach Bremen transportiert. Dort wird es auf dem Firmengelände in einem unterirdischen Wassertank mit einem Fassungsvermögen von 80.000 l gelagert und aufbereitet.
Vertrieben wird das rund 250 Artikel umfassende Sortiment über Apotheken, Kosmetikstudios, Kur- und Wellness-Einrichtungen sowie Onlineshops im deutschsprachigen Raum. Darüber hinaus betreibt Biomaris 25 eigenen Shops, meist innerhalb der jeweiligen Kurzentren und Wellnessbäder in deutschen Seebädern an der Nord- und Ostseeküste und auf den Inseln, sowie ein eigenes Forschungs- und Kosmetikinstitut in Bremen. International ist das Unternehmen in 27 Ländern vertreten darunter Japan, Saudi-Arabien, Thailand, Südkorea und Israel.
Rechteinhaber der Marken Maris und Biomaris und Kommanditist der Biomaris GmbH & Co. KG ist die Walter Brachmann GmbH & Co. KG. Die Geschäftsführung der Gesellschaft obliegt der Biomaris Verwaltungsgesellschaft Brachmann mbH als Komplementär.
Biomaris beschäftigte im Geschäftsjahr 2015 insgesamt 74 Mitarbeiter sowie zwei Auszubildende und erzielte ein Rohergebnis von 9,3 Millionen Euro.

## Rezeption
Biomaris gilt als Spezialist und führend für Kosmetik auf der Basis von Wirkstoffen aus dem Meer. In Magazinen wie Bild der Frau, Bunte, Brigitte, Gala, Lisa, Die Aktuelle, Frau von Heute und Frau im Spiegel werden Biomaris Produkte im Rahmen von Beauty-Tipps regelmäßig empfohlen und in einigen Fachbüchern als Beispiel für Produkte zur Thalasso- und Balneotherapie genannt. Vor allem aber in Kuranzeigern und Badeführern finden sich seit den 1950er Jahren regelmäßig Berichte über Biomaris. Darüber hinaus werden Biomaris-Shops in vielen gängigen Reiseführern zu deutschen Küsten und Inseln genannt und finden Erwähnung in Abhandlungen über die historische Entwicklung deutscher Seebäder.

## Biomaris Forschungspreis
Biomaris engagiert sich im Bereich der Meeresheilkunde und der Meereswissenschaften. So hat das Unternehmen von 2010 bis 2013 gemeinsam mit Marum, dem Zentrum für Marine Umweltwissenschaften der Universität Bremen, jährlich den Biomaris Forschungspreis zur Förderung der Meereswissenschaften im Land Bremen vergeben. Dieser Preis war mit 5000 Euro dotiert und wurde an folgende Wissenschaftler vergeben:
- 2010: Lubos Polerecky, Physiker am Bremer Max-Planck-Institut für Marine Mikrobiologie
- 2011: Ursula Röhl, Geologin beim Marum in Bremen
- 2012: Marcus Elvert, Laborleiter und Seniorwissenschaftler beim Marum in Bremen
- 2013: Doris Abele, Zoologin am Alfred-Wegener-Institut in Bremerhaven

## Trivia
- In den 1950er Jahren setzte Biomaris Hanomag Kurier Transporter mit speziellen Sattelaufliegern als mobile Trinkkurhallen ein.[15]
- Von 1950 bis 1972 war der bekannte Pilzkiosk Milchpilz am Nordstrand von Norderney ein Biomaris-Verkaufsstand.[5]
- 1993 warb Biomaris mit Wilhelm Wieben, dem Sprecher der ARD-Tagesschau.[29]
- Die 1997 an Birkigt verkaufte Nahrungsergänzungsmittel-Sparte Biolabor ist heute Sanotact und gehört zu DMK.[30]
- 2007 entwickelte Biomaris in Kooperation mit dem namhaften Koch Jörg Müller vier Speisesalze für die Sterneküche.[18][31]
- Die 1952 von dem Lübecker Architekten Hans Vossgrag erbaute und seit 1989 denkmalgeschützte Trinkkurhalle in Timmendorfer Strand wurde bis Ende 2010 von Biomaris betrieben.[32]
- Historische Fahrzeuge von Biomaris wurden als Modelle von Brekina (H0 38015 Borgward B 1500 Getränkepritsche Biomaris und Tempo Matador I Getränkepritsche Biomaris) hergestellt.[33]